# Wojna Chile i Peru z Hiszpanią
Wojna Chile i Peru z Hiszpanią – morski konflikt zbrojny pomiędzy Chile i Peru, wspieranymi przez Ekwador i Boliwię, a Hiszpanią, w latach 1865–1866 (oficjalnie zakończona w 1871).
U podłoża konfliktu leżał fakt uzyskania niepodległości przez dawne hiszpańskie kolonie w Ameryce Południowej – przede wszystkim Chile (1818) i Peru (1821) i wiążąca się z tym utrata wpływów Hiszpanii na tym obszarze, z czym nie chciały się pogodzić władze Hiszpanii, rządzonej wówczas przez królową Izabelę II. Hiszpania nie uznawała przy tym w dalszym ciągu niepodległości Peru.

## Sytuacja w Peru
Pod koniec 1862 roku Hiszpania wysłała na wody Ameryki Południowej eskadrę okrętów („Triunfo”, „Resolucion” i „Virjen de Covadonga”) pod dowództwem kontradmirała Luisa Hernandeza Pinzóna, w charakterze ekspedycji naukowej, której celem było jednak również zamanifestowanie obecności militarnej i wzmocnienie pozycji mieszkających tam Hiszpanów. Pod pretekstem odszkodowania za dwóch obywateli hiszpańskich zabitych w Lambayeque w sierpniu 1863, Hiszpania wystąpiła z roszczeniami finansowymi względem Peru. W tym czasie, od sierpnia 1863 rządy w Peru sprawował prezydent Juan Antonio Pezet. Dla wywarcia nacisku na rząd peruwiański, eskadra okrętów Pinzóna 14 kwietnia 1864 zajęła peruwiańskie wyspy Chincha, na których znajdowały się bogate złoża guana, przynoszącego ok. 60% dochodów gospodarki peruwiańskiej.
Z Hiszpanii skierowano następnie w grudniu na wody Peru drugą eskadrę okrętów, której dowództwo, jak i znajdujących się tam już okrętów objął wiceadmirał Jose Manuel Pareja. 25 stycznia 1865 eskadra hiszpańska pojawiła się przed portem Callao, wystosowując 48-godzinne ultimatum. Prezydent Pezet uległ przed groźbą i uznał żądania hiszpańskie, rozpoczynając negocjacje za pośrednictwem generała Manuela Ignacio de Vivanco. Wstępny traktat Vivanco-Pareja, podpisany 27 stycznia na hiszpańskiej fregacie „Villa de Madrid”, przewidywał m.in. zapłatę Hiszpanii 3 milionów peso za zwrot wysp. Postępowanie Hiszpanii i ustępstwa rządu wywołały wielkie niezadowolenie w Peru, na skutek czego 28 lutego 1865 wybuchło tam powstanie antyrządowe (Restauradora Revolution) pułkownika Mariano Ignacio Prado, wspartego również przez Jose Baltę. Powstanie zakończyło się zwycięsko i 26 listopada 1865 powołano za zgodą wojskowych nowy rząd dyktatorski Prado.

## Początek wojny

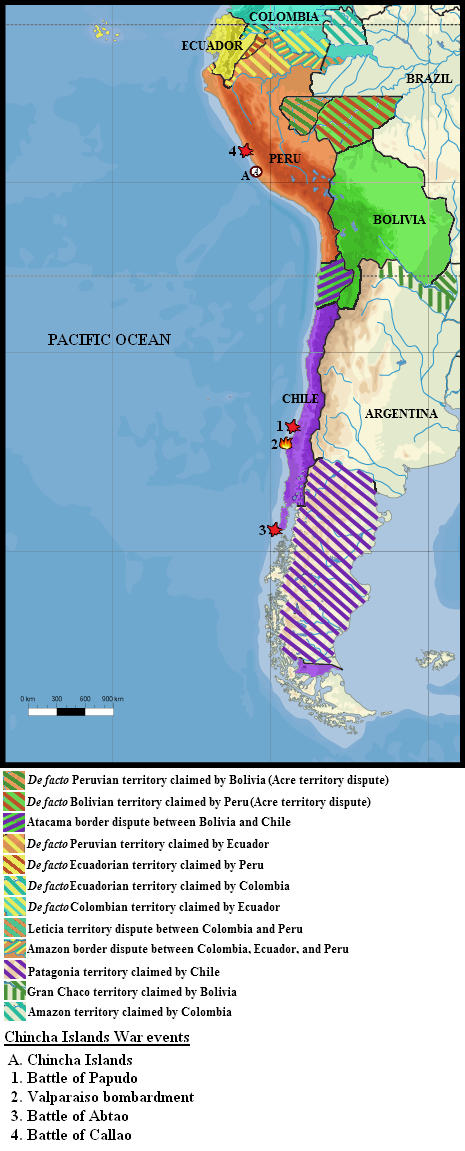
Teatr działań wojennych

Wydarzenia w Peru odbiły się echem także w sąsiednim Chile, które nie było wprawdzie przyjaźnie nastawione do Peru, niemniej jednak oburzenie na kolonialne postępowanie Hiszpanii wywołało sympatię do sąsiadów i doprowadziło do demonstracji antyhiszpańskich w Santiago. Rząd ogłosił także embargo na sprzedaż węgla hiszpańskim okrętom. Hiszpania zareagowała na to agresywnie i w dniu święta niepodległości Chile 17 września 1865 do portu Valparaiso weszła fregata „Villa de Madrid” z wiceadmirałem Pareją, który zażądał przeprosin od rządu Chile, salutu dla bandery hiszpańskiej i rekompensaty za zniewagi doznane przez posła hiszpańskiego podczas rozruchów. Rząd Chile nie ugiął się przed żądaniami, ani przed ultimatum wystosowanym 22 września, na skutek czego eskadra hiszpańska ogłosiła blokadę morską Chile. W odpowiedzi na ten wrogi krok, prezydent Chile Jose Joaquin Perez 25 września 1865 wypowiedział wojnę Hiszpanii.
Wojna toczyła się jedynie na morzu. Chile jednak praktycznie nie posiadało floty wojennej, mając początkowo jedynie dwa niewielkie okręty – 20-działową korwetę śrubową „Esmeralda” i kilkudziałowy parowiec „Maipú”. Hiszpania z kolei posiadała w Europie kilkanaście fregat śrubowych, w tym kilka pancernych, jak również wiele mniejszych okrętów. U wybrzeży Chile znajdowały się fregaty: „Villa de Madrid” (46 dział), „Blanca”, „Berenguela” (po 36 dział), „Resolución” (35 dział) i kanonierki „Vencedora” (4 działa) i „Virjen de Covadonga” (3 działa), ponadto u wybrzeży Peru operowała fregata pancerna „Numancia” (34 działa) i fregata „Almansa” (46 dział).
Siły hiszpańskie jednak były niewystarczające liczebnie do zablokowania całego ok. 4000-km wybrzeża Chile, więc skupiły się na większych portach.

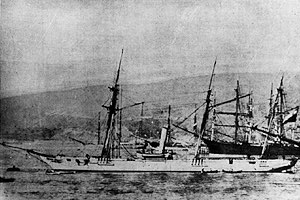
Szkuner (kanonierka) „Covadonga”

Do pierwszej potyczki doszło 26 listopada, gdy chilijska korweta „Esmeralda” pod dowództwem Juana Williamsa Rebolledo napotkała w okolicy Papudo, na północ od Valparaiso hiszpańską kanonierkę „Virjen de Covadonga”. Po ataku z zaskoczenia i krótkiej walce, hiszpański okręt został uszkodzony i zdobyty przez Chilijczyków, po czym wszedł do służby chilijskiej pod nazwą „Covadonga”. Zdarzenie to miało niespodziewane następstwa, gdyż pod wrażeniem utraty okrętu i wcześniejszych braków sukcesów eskadry hiszpańskiej, wiceadmirał Pareja załamał się nerwowo i 29 listopada popełnił samobójstwo. Na stanowisku hiszpańskiego głównodowodzącego zastąpił go jednak energiczny dowódca fregaty pancernej „Numancia”, komodor Casto Méndez Núñez.

## Sformowanie koalicji
W tym czasie, rządy dyktatorskie w Peru objął Mariano Prado, który 5 grudnia 1865 zawarł sojusz antyhiszpański z Chile. W styczniu 1866 do sojuszu dołączyły Boliwia i Ekwador, a 14 stycznia 1866 państwa te wypowiedziały wojnę Hiszpanii. Boliwia i Ekwador nie miały floty, lecz ich udział w wojnie utrudniał zaopatrywanie i naprawy eskadry hiszpańskiej. Peru miało jedynie kilka okrętów oraz dopiero budowało nowe okręty pancerne w Europie, lecz wysłało swoją dostępną flotę w celu połączenia jej w sojuszniczą eskadrę, pod dowództwem chilijskiego admirała Manuela Blanco Encalada. Dwie fregaty peruwiańskie „Apurímac” (34 działa) i „Amazonas” pod dowództwem komandora Manuela Villara, a następnie dwie nowo zakupione we Francji korwety „Unión” i „America”, w grudniu i styczniu dołączyły do trzech okrętów chilijskich, które założyły bazę w Abtao w zatoce Ancud koło wyspy Chiloé. Fregata „Amazonas” jednak wkrótce zatonęła na skałach. 7 lutego 1866 doszło do bitwy pod Abtao. Hiszpańskie fregaty „Villa de Madrid” i „Blanca” wpłynęły do zatoki, atakując sprzymierzoną flotę (w składzie trzech okrętów peruwiańskich i „Covadongi”), lecz poniosły prestiżową porażkę, nie będąc w stanie zatopić okrętów sprzymierzonych i same będąc zmuszone do wycofania.
Hiszpańska eskadra ponowiła jeszcze później próbę ataku na flotę sprzymierzoną, tym razem z udziałem fregaty pancernej, lecz w tym czasie sprzymierzeni przenieśli miejsce bazowania do Estero de Huito, na bardziej dogodne do obrony i trudniejsze nawigacyjnie wody, więc Hiszpanie odstąpili od próby konfrontacji.
W tym czasie, flota peruwiańska otrzymała zbudowany w Anglii monitor „Huáscar” i fregatę pancerną „Independencia”. Przybyły one jednak do Chile dopiero pod koniec maja, po drodze topiąc trzy hiszpańskie statki handlowe u brzegów Brazylii.

## Bombardowanie Valparaiso i Callao
Doszedłszy do wniosku, że zniszczenie floty sprzymierzonej jest utrudnione, hiszpański admirał zmienił taktykę. 27 marca wystosował ultimatum do władz miejskich Valparaiso w Chile, grożąc bombardowaniem miasta za 4 dni i żądając oznakowania szpitali i kościołów białymi flagami. W międzyczasie port opuściły okręty amerykańskie i brytyjskie. Władze nie ugięły się przed żądaniami i 31 marca eskadra hiszpańska, w składzie fregat „Numancia”, „Blanca”, „Villa de Madrid”, „Resolución”, „Vencedora” i 6 innych okrętów rozpoczęła trzygodzinny ostrzał miasta, niszcząc wiele domów, budynków użyteczności publicznej, magazynów i urządzeń portowych, powodując wielkie straty, oszacowane na 10 milionów ówczesnych dolarów. Zniszczono również 33 chilijskie statki handlowe.

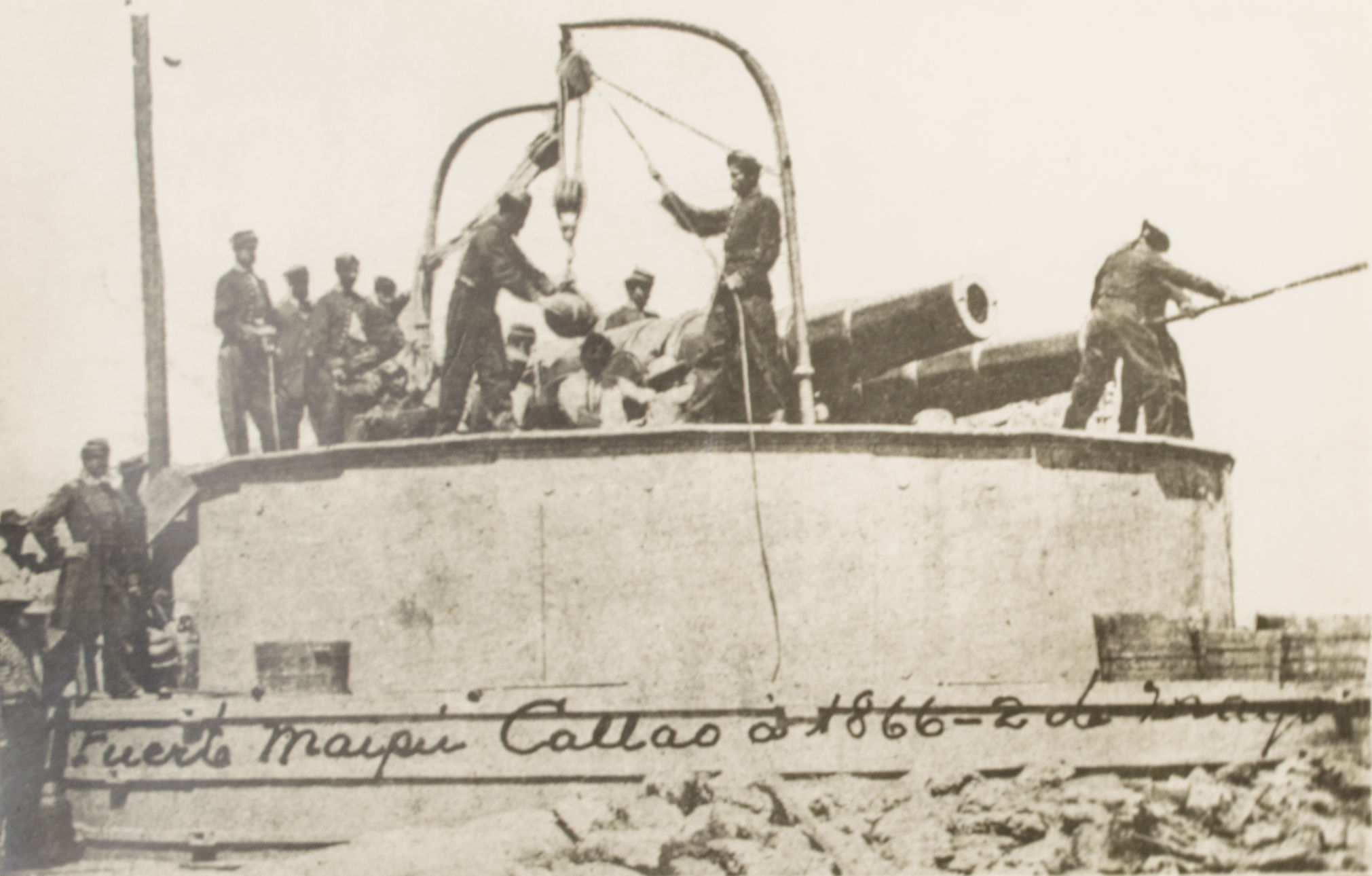
Bateria nadbrzeżna w Callao

Flota hiszpańska następnie podążyła w tym samym celu na północ pod peruwiańskie Callao. Jednakże, w przeciwieństwie do Valparaiso, miasto to było bronione przez dziewięć fortów, jeszcze z czasów kolonialnych, z 51 działami.
W przygotowaniach do obrony Callao zasłużył się polski inżynier Ernest Malinowski, który zaproponował umieszczenie części armat na ruchomych platformach, dzięki czemu osiągnięto większe pole ostrzału, utrudniając jednocześnie ich zniszczenie.
2 maja 1866 Hiszpanie przypuścili główny atak z morza na miasto, ostrzeliwując je przez cztery godziny. Także i tutaj spowodowali spore zniszczenia oraz unieszkodliwili większość baterii nadbrzeżnych, lecz również okręty hiszpańskie (przede wszystkim „Berenguela”, „Villa de Madrid” i „Almansa”) odniosły uszkodzenia od ognia obrońców. Zginęło 43 marynarzy, 157 odniosło rany, włącznie z admirałem Méndezem Núñezem. Znacznie więcej obrońców poniosło śmierć, włącznie z ministrem obrony Peru Jose Gálvezem.

## Dalsze wydarzenia
Mimo zniszczeń, ataki na Valparaiso i Callao nie odniosły jednak skutków w zakresie osłabienia woli walki Chile i Peru. Wobec bezcelowości dalszych działań, eskadra hiszpańska 10 maja 1866 odpłynęła z Ameryki Południowej na Filipiny. Przy tym, wracając do Hiszpanii, „Numancia” stała się pierwszym pancernikiem, który opłynął świat.
15 lipca 1866 rząd hiszpański ogłosił zakończenie ekspedycji na Pacyfiku, jednakże do listopada trwały sporadyczne potyczki, a dopiero w 1867 doszło do formalnego zawieszenia broni. W międzyczasie Peru i Chile rozpoczęły w maju planowanie odwetowego uderzenia na hiszpańskie kolonie na Filipinach, powierzając w tym celu dowództwo floty amerykańskiemu admirałowi Johnowi Tuckerowi, lecz z operacji tej ostatecznie zrezygnowano. Nominacja ta jednak spowodowała dymisję części peruwiańskich oficerów marynarki, w tym Miguela Grau.
W 1869 wojujące państwa zawarły za pośrednictwem USA konwencję o zakończeniu wojny. Pokój ostatecznie podpisano 11 kwietnia 1871 w Waszyngtonie. Hiszpania uznała wówczas niepodległość Peru. W zamian za 3 mln peset Hiszpania zwróciła Peru wyspy Chincha, natomiast kupcy i angielscy właściciele doków z Valparaiso otrzymali od Hiszpanii odszkodowania.
Z wojny z największymi stratami wyszło Chile. Valparaiso na długi czas utraciło rolę głównego portu i ośrodka handlowego zachodniego wybrzeża Ameryki Południowej, a chilijska marynarka handlowa musiała być odbudowana od nowa. Jednym z wniosków wyciągniętych przez Chile z wojny była konieczność posiadania silnej floty wojennej, na skutek czego zamówiono dwa nowoczesne pancerniki w Wielkiej Brytanii. Wojna z Hiszpanią nie spowodowała jednak trwałego zbliżenia Peru i Chile i w 1879 niedawni sojusznicy starli się między sobą w wojnie o Pacyfik.